# 輔導
輔導（Guidance）具有輔助引導之義，此詞最早是用來指稱職業輔導或學校輔導工作，隨著輔導專業的發展，發展出諮商（Counseling）和輔導（Guidance）的分別，比如美國諮商學會（American Counseling Association）最早是叫做美國人事與輔導學會（American Personnel and Guidance Association），1983 年改名為美國諮商與發展學會（American Association of Counseling and Development），1992則改為目前的名稱。
台灣的輔導一般指的是學校輔導，在學界輔導與學校輔導一詞多為通用。而輔導及諮商雖然常見於同一學系課程（如輔導與諮商學系），但兩者在服務提供者、目標及手法有所差異。
在香港，輔導一詞並未細分，故輔導包括輔導（Guidance）及諮商（Counselling）兩重意思，而輔導員一般指稱英語的Counsellor。
輔導學，輔導是一種新興的教育方式。它根據動力學的原理，將生物學、心理學、社會學、醫學、生理解剖學等與教育學有關之學術融合一體，非僅可以促成教育的功能，抑且提高教育的成效。
根據美國輔導協會的定義，輔導是一個專業關係，通過輔導領導不同的個人、家庭及團體達至精神健康、健康（wellness）、教育及事業的目的。

## 台灣輔導工作發展
台灣學校輔導工作開始於1954年的僑生輔導，1958年中國輔導學會成立，並且與教育部合作，在少數學校進行輔導實驗。1969年九年國教在國民中學暫行課程標準中增列指導活動課程，並設置「指導工作推行委員會」。1991年教育部推行輔導工作六年計劃。2013年通過《學生輔導法》，為台灣首部輔導專法。

## 精神分析學派理論
精神分析治療法源於佛洛依德和榮格等的精神分析理論，重點是指出人格由本我、自我和超我組成，令人們了解人的行為會被無意識的因素控制；而童年經驗亦對將來成長有深遠影響；此學派亦提出人會利用各種防衛機制去處理焦慮；透過移情作用，輔導員有機會了解對象的人際關係。

## 人本主義學派理論
根據人本主義學派，輔導的基要條件是真誠、尊重與同理心。根據羅哲斯的人本主義理論，輔導員如能本著真誠、尊重與同理心的態度去幫助當事人，當事人將產生建設性的性格及行為改變。羅哲斯所謂的真誠（Genuineness）是輔導員以表裏一致的自己和當事人相處，無條件尊重（Unconditional Positive Regards）是對當事人無任何要求的心態下向對方表示溫情的接納，同理心（Empathy）是設身處地的從當事人的參照標準去看和感受事物。
當中常包括以下基本概念：
1. 個體具有自由意志：個體有選擇的自由，也相同需要為選擇的結果負責。
2. 尊重個人價值：個人都有其存在的價值，且個體的主觀經驗應被尊重。
3. 朝向自我成長的方向，最後完成自我實現
4. 相信人基本上是向善、向上的（性善說）：人不是被本能所驅使而是能自我選擇朝向自我實現的目標邁進。

## 格式塔學派理論
格式塔療法（完型治療法）采用如對話演習、雙椅技術、责任心训练、梦的分析等许多具体技术，这些技术用以强化来访者的直接经验，即“此时此地”经验，促进情感释放，提高来访者的意识性，使他们了解自己所运用的心理防御机制。依照皮尔斯的看法，悔恨是未完成事件中最常见、最恶劣的一种。当人们悔恨时就把自己给困住了。  完形治疗法能实际的增进人的直接体验，而非仅抽象的谈论情境，该治疗法是体验性的。

## 行為療法理論
括認知治療（CT）和理性情緒行為治療（REBT）。
REBT 基於一個假設，即人生而同時具有理性的，正確的思考及非理性的、扭曲思考的潛能。建基於這個假設，REBT獨創了A-B-C理論：A代表觸發的事件；B代表信念；C代表情緒結果或行為效果。A-B-C理論的觀點在於表示，事件不會直接導致行為效果，而是事件A透過思考歷程、個人看法作用於B，才導致情緒或行為反應  。例如絕大部分學生會在獲知考第二時感到快樂。但曾有個案中學生因而感到不快。其實考第二不會直接使學生感到不快樂，而是考第二，再透過「我必須考第一」這個不理性信念，令自己有不快樂的感覺。阿爾伯特·艾利斯認為要減輕或去除不良的情緒結果，必須對B加以駁斥，才能發揮諮商與治療的效果（E），有了效果即表示當事人有新的感覺（F）。阿爾伯特·艾利斯認為多數的人都認為觸發的事件（A）是情緒結果（C）的直接原因，他不同意，認為「思想」才是個人情緒的直接因素，所以信念（B）才是輔導的重點，所以REBT主要的治療方法是教導和辯駁。

## 研究書目
- 林孟平：《輔導與心理治療》（香港：商務印書館【香港】有限公司，2008）。
- 岳曉東：《登天的感覺——我在哈佛大學做心理諮詢》（上海：上海人民出版社，2007）。